# Fairlight (Saskatchewan)
Fairlight es un pueblo canadiense situado en la provincia de Saskatchewan.

## Superficie
Fairlight tiene una superficie de 2,58 km².

## Demografía
En 2021, tenía 25 habitantes, una densidad poblacional de 9,7 hab./km², y 21 viviendas.